# Torsade
En mathématiques, la torsade est une caractéristique d'un ruban à deux faces fermé de l'espace {\displaystyle \mathbf {R} ^{3}}.
Comme son nom l'indique, ce nombre décrit comment le ruban est torsadé, c'est-à-dire le nombre de tours faits par le ruban.

## Formule générale
Pour calculer la torsade d'un ruban, il suffit d'observer un bord du ruban ({\displaystyle A})
en se déplaçant le long de l'autre bord ({\displaystyle B}). Lors d'un déplacement de longueur {\displaystyle \mathrm {d} s}
le long de {\displaystyle B}, on observe que le point de {\displaystyle A} le plus proche se déplace d'un angle
{\displaystyle \mathrm {d} \theta }. Le déplacement le long de {\displaystyle B} doit se faire sans rotation
autour de {\displaystyle B}, ce qui correspond à un transport parallèle. La torsion du ruban est alors
{\displaystyle \omega (s)={\mathrm {d} \theta }/{\mathrm {d} s}}. La définition de la torsade est donnée par la
formule
{\displaystyle \mathrm {Tor} ={\frac {1}{2\pi }}\int _{0}^{L}\omega (s)\mathrm {d} s\qquad (1)}
On compte la torsade en nombre de tours, d'où le dénominateur {\displaystyle 2\pi }.
La torsade n'est pas nécessairement un nombre entier car après un tour de ruban parcouru
par transport parallèle, on ne revient pas nécessairement avec la même orientation.
La différence entre le nombre de tours perçus par un observateur intrinsèque faisant
un transport parallèle et un observateur extérieur qui compte les croisements des
deux bords du ruban s'appelle l'entortillement.

## Cas d'un ruban dont un bord est dans un plan
Si on a un ruban dont un bord est contenu dans un plan la torsion
décrit alors de façon univoque la position de l'autre bord par rapport à ce
plan. Dans ce cas, la torsade est un nombre entier car après un tour on doit
revenir au point de départ. Si l'on a un ruban presque plat, le résultat sera
un nombre proche d'un entier.

## Autre formule pour la torsade
Donnons une orientation au ruban. Cela correspond à prendre un sens
de parcours pour chaque bord, les bords vont dans le même sens.
Choisissons une direction de l'espace {\displaystyle {\hat {u}}} (c'est-à-dire
que {\displaystyle {\hat {u}}} est un vecteur de norme
unité) et projetons le ruban sur un plan orthogonalement à cette
direction. Notons par des flèches le sens de parcours des projections
des bords. Comptons alors les croisements entre les projections des bords
(les bords doivent être différents) de la façon suivante :
|                    |  |                    |
| {\displaystyle +1} |  | {\displaystyle -1} |

On appelle la somme de ces nombres {\displaystyle \pm 1\mathrm {cr} ({\hat {u}})}.
La valeur de {\displaystyle \mathrm {cr} ({\hat {u}})} est indépendante de l'orientation choisie pour le ruban.
C'est le résultat qu'on obtient en calculant la formule (1) lorsque la courbe est
aplatie. Si l'on fait maintenant la moyenne sur toutes les directions de projection
{\displaystyle {\hat {u}}} possibles, on obtient une deuxième formulation de la torsade

L'entortillement d'un ruban (en), ajouté à sa torsade, est un nombre entier appelé enlacement
ce résultat est appelé théorème de Călugăreanu, formule de White ou théorème de Călugăreanu-White-Fuller.